# Return the Favor
 (avril 2022).
Si vous disposez d'ouvrages ou d'articles de référence ou si vous connaissez des sites web de qualité traitant du thème abordé ici, merci de compléter l'article en donnant les références utiles à sa vérifiabilité et en les liant à la section « Notes et références ».
Singles de Keri Hilson featuring Timbaland
Energy
(2008) Turnin Me On
(2008)
Return the Favor est une chanson de l'auteur-compositeur américaine Keri Hilson, extraite de son premier album solo, In a Perfect World.... Cette chanson, en duo avec le rappeur et producteur Timbaland, est le second single de cet album.

## Formats

### US Promo CD
1. Return the Favor [Radio Edit]
2. Return the Favor [Main Version]
3. Return the Favor [Instrumental]
4. Return the Favor [A Cappella]

### UK and European CD Single/German Basic Single
1. Return the Favor [Radio Edit]
2. Return the Favor [Instrumental]

### German Maxi CD
1. Return the Favor [Radio Edit]
2. Return the Favor [Sketch Iz Dead Remix]
3. Return the Favor [Instrumental]
4. Return the Favor (Video)